# Italie (bateau)
Pour les articles homonymes, voir Italie (homonymie).
L’Italie II est un bateau de la Compagnie générale de navigation sur le lac Léman (CGN). C'est un bateau à roues à aubes, classé monument historique.

## Historique
La construction de l’Italie est décidée par l'assemblée extraordinaire des actionnaires de la CGN le 1er décembre 1906. C'est le deuxième bateau à vapeur du même nom sur le Léman et c'est le bateau jumeau du Vevey. La coque et les machines du bateau sont construites par la maison Sulzer à partir du printemps 1907 dans ses ateliers à Winterthour. Son salon de première classe est en acajou et citronnier, de style Empire. 
Le nom est choisi à la suite du rapprochement avec l'Italie résultant de l'inauguration du tunnel du Simplon en 1906. L’Italie fait sa première course d'essai le 2 avril 1908, est inauguré le 26 mai 1908 et mis en service le 1er juin 1908. Le bateau est baptisé en présence du consul général d’Italie à Genève, M. le Commandeur Basso.
On peut voir apparaître ce bateau dans la première partie du film Hélas pour moi, réalisé par Jean-Luc Godard en 1993.
En 1919, les bancs du pont supérieur sont placés transversalement à l'axe du bateau pour permettre aux passagers de mieux apprécier le paysage. En 1923, les fondations des chaudières sont remplacées. En 1930, l'avant du pont supérieur est vitré et la tente est remplacée par un toit en aluminium. En 1931, la cheminée et l'installation d'illumination sont remplacées.
De février 1956 à juin 1958, le bateau est rénové sur les chantiers de la CGN et ses machines à vapeur sont remplacées par un moteur diesel-électrique. Cette transformation de la propulsion permet de réduire le coût de son fonctionnement, car le carburant pour le moteur diesel-électrique coûte moins cher et le personnel navigant pour s'occuper de la machine passe de cinq hommes à un seul mécanicien. En outre, sa cheminée est raccourcie, la coque est remise en état, les boiseries de la salle à manger sont enlevées pour se rendre compte du degré d'usure des tôles, le salon de première est conservé et un système de coussinets est rajouté pour éliminer la plupart des vibrations qui faisaient critiquer de précédentes transformations. À partir du 1er juillet 1958, l’Italie effectue pendant la belle saison le service Bouveret-Genève-Bouveret,.
Le 27 février 1964, l’Italie remorque le Mésoscaphe Auguste Piccard de Port-Valais à Lausanne, durant l'après-midi et la soirée, à une vitesse de 8/10 km/h, pour la future Exposition nationale suisse,,. 
En 1980, l’Italie subit une grave avarie de machine lorsque l'arbre du rotor de la génératrice principale se rompt. En 1981, on l'équipe d'une commande électro-hydraulique du gouvernail et d'un système de récupération des eaux usées.
Le 4 décembre 2005, L'Italie est mis hors service.
En 2011, il est classé monument historique par le canton de Vaud.
Après que l'Association des amis des bateaux à vapeur du Léman est parvenue à réunir 11 millions de francs suisses pour sa restauration, le 17 décembre 2014, le Conseil d'État décide de soumettre au Grand Conseil un crédit d’investissement de trois millions de francs pour compléter le financement de la rénovation du bateau, estimée à 13,6 millions de francs,. 
Le 10 novembre 2016, après 18 mois de travaux et 60 000 heures de restauration dans les chantiers de la CGN à Lausanne, L'Italie reprend du service. Le chantier d'un coût de 13,6 millions de francs est financé grâce aux 20 000 donateurs de l'ABVL et à la participation du Canton de Vaud à hauteur de 3 millions de francs. Excepté la structure métallique, les roues à aubes et la marqueterie dans le restaurant principal, tout le reste est modernisé et reconstruit. L'installation d'une nouvelle propulsion permet notamment une réduction de la consommation de carburant,,.

## Galerie

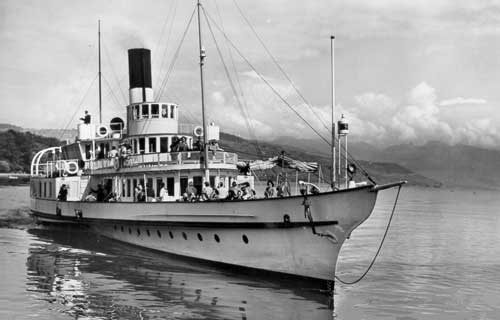
Années 1930.
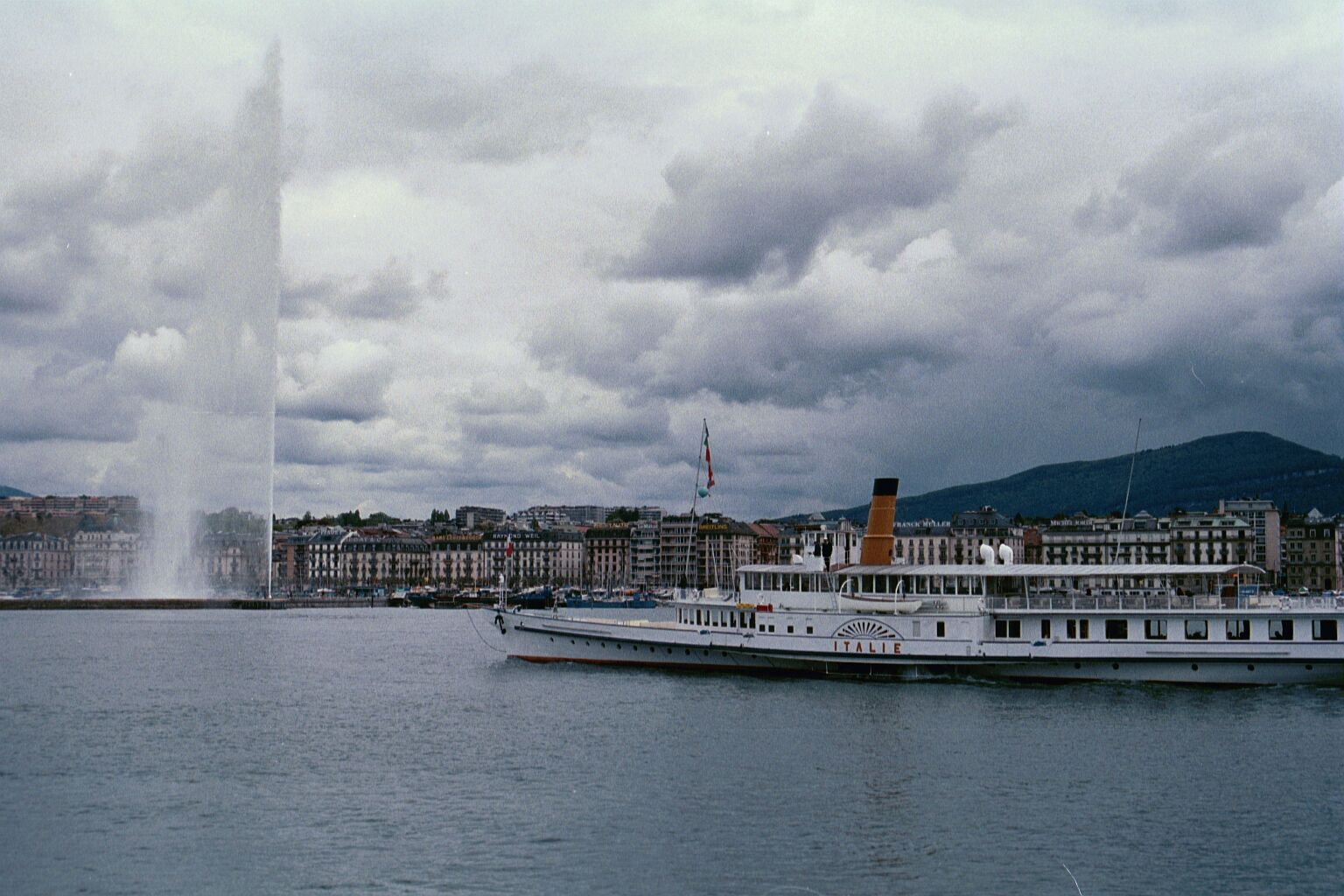
À Genève, en 2005.
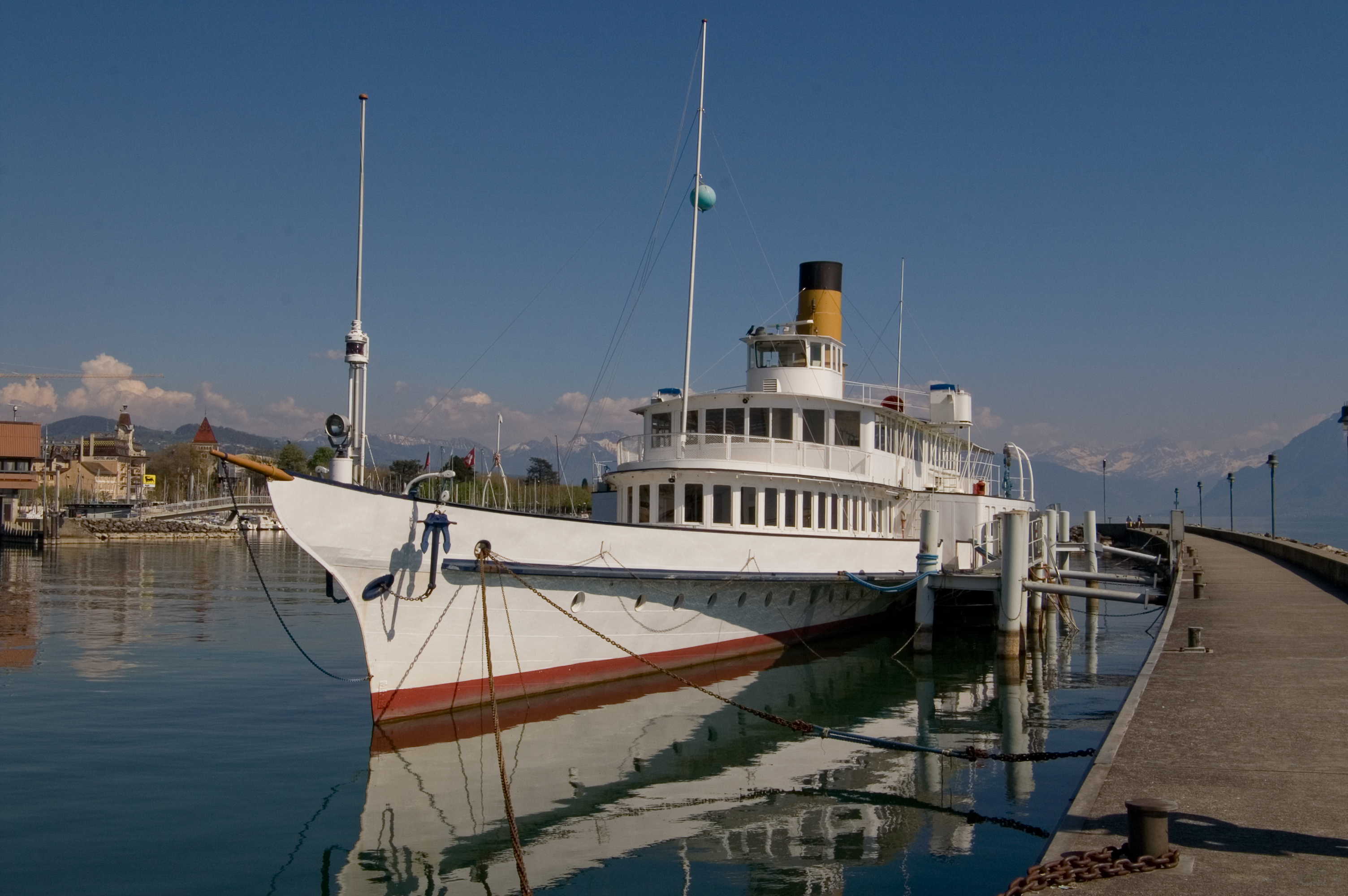
À Ouchy, en 2007.